# 千葉県庁舎
千葉県庁舎（ちばけんちょうしゃ、英: Chiba Prefectural Government's Office）は、千葉県千葉市中央区市場町に所在する千葉県の庁舎の総称。千葉県庁とも呼ばれる。

## 概要
4つの建物（本庁舎、中庁舎、南庁舎、議会棟）で構成されている。
本庁舎
地下2階地上20階（塔屋2階）。1996年（平成8年）1月9日に定礎式を開催。
中庁舎
地下1階地上10階。1960年（昭和35年）10月着工、1962年（昭和37年）8月に竣工。
議会棟
地下1階地上9階。1973年（昭和48年）7月着工、1974年（昭和49年）11月に竣工。
本庁舎と中庁舎間、中庁舎と議会棟間に連絡通路がある。

## 沿革
- 1869年 - 葛飾県、宮谷県を設置。
- 1871年 - 廃藩置県により下総国に多古県、小見川県、高岡県、佐倉県、古河県、関宿県、結城県、生実県、曾我野県を、上総国に鶴舞県、久留里県、鶴牧県、一宮県、桜井県、松尾県、菊間県、飯野県、大多喜県、佐貫県、小久保県を、安房国に館山県、加知山県、長尾県、花房県をそれぞれ設置。同年、県の統廃合が行われ、木更津県（鶴舞県、久留里県、鶴牧県、一宮県、桜井県、松尾県、菊間県、飯野県、大多喜県、佐貫県、小久保県、宮谷県、館山県、加知山県、長尾県、花房県）、新治県（多古県、小見川県、高岡県と常陸国の麻生県、石岡県、土浦県、志筑県、牛久県、若森県、松川県、龍崎県）、印旛県（佐倉県、古河県、関宿県、結城県、生実県、曾我野県、葛飾県）の三県を設置。
- 1873年 - 6月15日、木更津県と印旛県を統合して千葉県を設置[注釈 1]。千葉町の千葉神社神官・千葉良胤の住居を仮庁舎とする。
- 1874年2月 - 県庁舎が放火により焼失し、来迎寺に移転[4]。
- 1875年 - 新治県を廃止し香取郡、海上郡、匝瑳郡を千葉県に編入。ほぼ現在の千葉県の区域となる。8月、市場町の水田跡に県庁舎を新築。
- 1909年 - 庁舎が老朽化のため、新庁舎の建設に着工[2]。
- 1911年5月 - 新庁舎の開庁式を挙行。工費37万円、ルネサンス式、煉瓦造2階建[5]。
- 1945年 - 敗戦。県庁本館にGHQ第82軍政部が置かれる。
- 1962年9月8日 - 市場町（本館の北側）に新庁舎が完成し、移転。
- 1964年、旧庁舎を取壊し（跡地は後に県立羽衣公園となる[6]）。
- 1972年1月17日 - 知事室横のトイレで爆発。過激派が仕掛けた爆弾によるものとして警察が捜査。
- 1996年2月23日 - 県庁舎の南側に新庁舎竣工。供用を開始。

## 旧庁舎
旧庁舎は1909年（明治42年）に着工、1911年（明治44年）5月に竣工した鉄骨レンガ造り2階建ての建物であった。1962年（昭和37年）8月の新庁舎（のちの中庁舎）竣工後、1963年（昭和38年）12月に解体された。